# ジョン・ロメロ
アルフォンソ・ジョン・ロメロ（Alfonso John Romero, 1967年10月28日 - ）は、アメリカ合衆国のコンピュータゲーム業界のディレクター、デザイナー、プログラマ、クリエイターである。彼はid Softwareの共同設立者で、『Wolfenstein 3D』『Dangerous Dave』『Hexen』『Doom』『Doom II』『Quake』などの同社のゲームの多くをデザインしたことで最もよく知られている。彼のゲームデザインと開発ツールはid Softwareのリードプログラマーのジョン・D・カーマックが開発、実装した新たなプログラミング技術と相まって、1990年代にファーストパーソン・シューティングゲーム（FPS）の大衆化をもたらした。彼はFPSのマルチプレイ用語「デスマッチ」を生み出したと言われている。

## 経歴
ロメロはアメリカ合衆国コロラド州コロラドスプリングスで生まれた。彼はメキシコ人、ヤキ族、チェロキー族の血を引いている。彼の母親のジニーがアルフォンソ・アントニオ・ロメロと出会ったのは彼らが10代の頃、アリゾナ州ツーソンでのことだった。メキシコ系アメリカ人一世であるアルフォンソは空軍基地の整備士であり、エアコンや暖房システムの修理に明け暮れる日々を送っていた。アルフォンソとジニーは結婚後、彼らの異人種間の関係がより寛容な環境で繁栄することを願って、300ドルを持って1948年型のクライスラーでコロラド州に向かった。
彼が初期に影響を受けた中で、「エイリアンを撃つ」ゲームのアーケードゲーム『スペースインベーダー』（1978）で彼はコンピュータゲームの世界へと入った。ナムコのアーケードゲーム『パックマン』（1980）は彼のキャリアに最も大きな影響を与え、「ゲームデザインについて考えるようになった」最初のゲームであった。ナーシャ・ジベリ（Sirius Software、スクウェア）は彼のお気に入りのプログラマーであり、シューティングゲーム『Horizon V』（1981）や『Zenith』（1982）などのApple IIゲームの彼の高速3Dプログラミング作業に大きなインスピレーションを受け、その後のid Softwareでのロメロの仕事に影響を与えた。他にも、プログラマーのビル・バッジ、宮本茂の『スーパーマリオ』ゲーム、および格闘ゲームの『ストリートファイターII』『餓狼伝説』『龍虎の拳』および『バーチャファイター』などからも影響を受けた。

### 初期のキャリア
ジョン・ロメロは1980年に入手したApple IIでゲームのプログラミングを始めた。彼が最初に開発したゲームは『クレイジー・クライマー』のクローンであったが、公開されなかった。彼が最初に公開したゲーム『Scout Search』は、1980年代に人気のあったApple IIの雑誌『inCider magazine』の1984年6月号に掲載された。ロメロの最初の会社である「Capitol Ideas Software」は、最初期に公開されたゲームのうち少なくとも12作品のデベロッパーとしてリストアップされている。ロメロは、1987年から3年連続でApple II誌の『Nibble』の12月の表紙を飾った。彼は出版初年度のA+誌のプログラミングコンテストに自作のゲーム『Cavern Crusader』を応募した。ロメロが最初に作成し、最終的に公開したゲームはUpTimeの『Jumpster』である。同作は1983年に作成され、1987年に公開された。
ロメロの最初の業界の仕事は、8年間ゲームをプログラミングした後の1987年にOrigin Systemsでのことだった。彼はApple IIから『2400 AD』への移植に取り組んだが、これは最終的にApple II版の売り上げが低迷したために廃棄された。その後、ロメロはポール・ノイラスのゲームである『Space Rogue』に移った。この間、ロメロは、ポールの創業間近の会社であるBlue Sky Productions（最終的に「Looking Glass Technologies」に改称）に参加することに興味があるかどうか尋ねられた。その代わりに、ロメロはOrigin Systemsを退社し、Inside Out Softwareというゲーム会社を共同設立し、『Might＆Magic II』をApple IIからCommodore 64に移植した。彼は『Tower Toppler』のCommodore 64からApple IIへの移植をほぼ終えていたが、Epyxは次期Atari Lynx用のゲームの第一ラウンドへの莫大な投資を理由に、業界全体の移植を予期せずキャンセルした。この短期間に、ロメロはMacintoshからの移植版であるApple IIGSバージョンのDark Castleのアートワークを作成した。この間、ジョンと彼の友人のレーン・ローテはIdeas from the Deepという会社を共同設立し、Apple II、PC、Apple IIGS向けの『Zappa Roidz』というゲームのバージョンを書いた。彼らの最後のコラボレーションは、Infocomのゲーム『Zork Zero』『Arthur』『Shogun』『Journey』用のApple II ディスクオペレーティングシステム（InfoDOS）であった。

### 1990年代：id SoftwareとIon Storm
ロメロは1989年3月にルイジアナ州シュリーブポートに移り、Softdiskの特別プロジェクト部門のプログラマーとして入社した。PCの月刊ディスク誌『Big Blue Disk』を数ヶ月手伝った後、正式に同部門に配属され、その後1990年7月に「Gamer's Edge」というPCゲーム部門（元は「PCRcade」）を立ち上げた。ロメロはカンザスシティでフリーランスとして働いていたジョン・D・カーマックをこの部門に採用し、Softdiskのアート部門からエイドリアン・カーマックをこの部門に移し、そしてトム・ホールを説得して夜に出社させて、ゲームデザインを手伝わせた。ロメロ達は1991年2月にSoftdiskを退社し、id Softwareを設立した。ロメロは、1991年の創業から1996年までid Softwareで勤務していた。彼は『Commander Keen』『Wolfenstein 3D』『Doom』『Doom II: Hell on Earth』と『Quake』を含むいくつかの画期的なゲームの作成に携わった。彼は『Heretic』および『Hexen』でエグゼクティブ・プロデューサー（およびゲームデザイナー）を担った。彼はDoomの最初のエピソードのほとんどと、Quakeのステージの4分の1、『Commander Keen』『Wolfenstein 3D: Spear of Destiny』のステージの半分を設計した。彼は、id Softwareで彼らのゲームを制作するためにDoomEd（レベルエディター）、QuakeEd （レベルエディター）、DM（デスマッチの起動用）、DWANGOクライアント（ゲームをDWANGOのサーバーに接続するため）、TED5（『Commander Keen』シリーズ、『Wolfenstein 3D：Spear of Destiny』用のレベルエディター）、IGRAB（アセットを取得してWADファイルに入れる）、Quakeまでのすべてのゲームのインストーラー、ゲームの設定に使用されるSETUPプログラムなどを書いた。ロメロは、WeAreDevelopers Conference 2017での基調講演で、この期間をターボモードと名付け、10人未満の開発者のチームで5年半の間に28のゲームを作成したことを強調した。
Doom IIの第30ステージ「Icon of Sin」では、ボスは額から破片が抜け落ちた巨大なデーモンの頭であると考えられている。最初にデーモンを見た際に歪んだ悪魔のメッセージが再生される。実際には、ジョン・ロメロが「ゲームに勝つには、私を殺さなければならない、ジョン・ロメロ！」 と話しており、それを逆にして歪ませて悪魔の聖歌のように聞こえるようにした。「noclip」チートを使用してボスに入ると、柱に串刺しになっているロメロの切断された頭部を見ることができる。プレイヤーはリフトを作動させてそれに乗った後、ロケットをその露出した脳に向けて発射することにより、ボス（noclipチートなし）を倒す。ロメロの頭部は、ヒット検出点として機能する。彼が「死んだ」とき、ボスは殺されてゲームは終了する。Doomの20周年を祝う2013 IGN Doomプレイスルーで、ロメロは最後のボスに彼の頭を入れたことと逆効果音についての裏話を披露し、それはどちらも開発チームメンバー間の仲間内のジョークのいたずらの結果であった。
Quakeの制作中、ロメロは将来のidの方向性を巡ってジョン・カーマックと衝突した。ロメロは妥協せずに彼の厳しいビジョンに沿ってゲームを進めることを望んだが、カーマックはプロジェクトが完成に向けて着実に進歩しなければならないと主張し、ロメロが他の開発者ほど仕事をしていないと非難した。ロメロは彼のビジョンを弱め、ゲームを完成させるための1か月にわたるデスマーチ努力に参加したが、社内の緊張は解決されず、ロメロは辞職を余儀なくされた。1997年のインタビューでロメロは以下のように述べている：「Quakeを完成させた後に辞めることは正しい選択だった。私はidのメンバーと仲良くしていて、何年も友人だったのでとても簡単だった」。
後に、ロメロはid時代の同僚のトム・ホールとテキサス州ダラスにIon Stormを共同設立し、そこで彼は『大刀』の設計・制作を行った。この野心的な一人称シューティングゲームは、1997年にその年のクリスマスショッピングシーズンに発売されることが発表された。しかし、この発売日はその後の数か月に何度も延期してしまい、ゲームは否定的な報道を集め始めた。2010年春、Gamesauceは表紙でロメロを取り上げ、ブレンダ・ブラスウェイトによって書かれたロメロへの詳細なインタビューを掲載した。インタビューで、ロメロは悪名高い『大刀』の広告を公に謝罪した。特に、「ジョン・ロメロは君を彼の女にしようとしている…しゃぶれ」（John Romero's About To Make You His Bitch....Suck it down）と謳った1997年の広告は、ゲーマーとゲームメディアの間で論争を引き起こした。ゲームの大規模な事前の誇大広告とその後の遅延（2000年4月までリリースされなかった）は、ゲームが漸く完成した際に受けたレビューが悪かったために悪化した。リリース時に『大刀』は批評家に酷評され、数多くの「最悪のゲームトップ10」リストに登場した。この間、ロメロは殺害されたと噂されており、銃創を負った彼の遺体の写真がインターネットを通じて広まった。ロメロ自身が後に写真は『Texas Monthly』誌用に撮影されたものであるとし、その上で「多分彼は撮るべきではなかった」と語っている。ロメロは、ホールの新作『Anachronox』が発売され、その後Ionのダラス本社が閉鎖された直後、ホールと共にIonを辞めた。

### 2000年代
2001年7月、ロメロとホールは携帯機器向けのゲームの開発・配信を行う「モンキーストーンゲームズ」を設立し、同社は3年半という短い期間で（約）15作のゲームをリリースした。彼らの開発のいくつかの見どころは『Hyperspace Delivery Boy!』（Pocket PC、Windows、Linux）、『Congo Cube』（Pocket PC、PC、BREW、Java ME）およびNokia N-Gage用 『Red Faction』などがある。2003年に彼は恋人のスティービー・ケースと別れ、彼女は5月に会社を退職したが、Red Factionの開発は10月まで続いた。ロメロはモンキーストーンゲームズの日常業務をルーカス・デイビスに任せ、ホールと共にサンディエゴのミッドウェイに転職した。
2003年10月中旬、ロメロは『Gauntlet: Seven Sorrows』のプロジェクトリーダーとしてミッドウェイゲームズに入社した。彼がモンキーストーンとの仕事上の関係を維持し続けている間、ルーカス・デイビスはオフィスの経営を引き継いだ。モンキーストーンの開発チームは、テキサス州オースティンに移動し、ミッドウェイのゲーム『Area 51』が発売されるまで同作品に取り組んだ。モンキーストーンゲームズは2005年1月に閉鎖された。この間、ロメロはプロジェクトリーダーから社内スタジオのクリエイティブディレクターに異動した。2005年6月の終わりに、ロメロは『Gauntlet: Seven Sorrows』の完成のわずか数か月前にミッドウェイゲームズを退社した。
2005年8月31日、ロメロは新しくオープンした開発スタジオ「Slipgate Ironworks」でまだ発表されていないMMOGに取り組んでいることを認めた。その名前は仮のものだと報じられた。「記録のために」と記したロメロは「私はベイエリアの新しいゲーム会社の共同創設者であり、ミッドウェイにいたときよりも多くの点ではるかに恵まれている」と述べた。彼は2007年まで会社やゲームについて何も明らかにしないと語った。2009年3月17日、Slipgate IronworksがGazillion Entertainmentの傘下であることが発表された。ベンチャーキャピタリストのロブ・ハッターと投資家のバビン・シャーとともに、ロメロはGazillionの共同創設者であった。2006年7月22日、ジョン・ロメロと元同僚のトム・ホールがポッドキャスト『The Widget』のエピソード53をゲストホストした。ロメロは2010年11月にGazillion Entertainmentを退社し、ブレンダ・ブラスウェイトと共にソーシャルゲーム企業「Lootdrop」を設立した。彼の長年の同僚のトム・ホールは、2011年1月1日に同社に入社した。
ジョン・ロメロはCPLの会長を10年間務めた。2006年12月20日、Cyberathlete Professional League（CPL）用の新作FPSプロジェクト『Severity』をPCとゲーム機向けに開発することを発表した。トム・ムステイン（元Ritual Entertainmentのスタジオディレクター）がCPLの新スタジオでゲーム開発ディレクターに就任すると発表された。『Severity』はマルチプレイヤーのファーストパーソン・シューティングゲームであり、ゲームはid Softwareからライセンスされた技術を使用して制作されることが発表された。2009年10月、Cyberathlete Professional League（CPL）の創設者であるAngel Munozは、「ゲームパブリッシャーにその価値を納得させることができなかったため」『Severity』の制作は中止されたと述べた。

### 2010年から現在まで
2010年3月、ジョン・ロメロはゲーム雑誌『Retro Gamer』と共同でゲストエディターの役割を引き受け、雑誌の社説を担当し、雑誌のさまざまな主題に関する多くの記事に貢献した。これらの記事の中には、ロメロの考えを提供する業界の著名人とのロメロによるインタビューが含まれている。2014年8月、Gamescom 2014のSuper Joystiqポッドキャストでロメロは新しいシューティングゲームを作ろうとしていることを発表した 2016年4月、ロメロは『Blackroom』と題した新作FPSの制作でエイドリアン・カーマックとのパートナーシップを発表した、彼らのビジョンを探索とスピードそして激しい武器を使った戦闘が混在するクラシックなFPSプレイを彷彿とさせる、直感的で変化に富んだ暴力的なシューティングゲームと説明した。彼らは、プロジェクトを完成させるためにキックスターター経由で70万ドルを求めており、2018年後半の発売を予想していた。Kickstarterキャンペーンはローンチから4日後にキャンセルされた。
2017年、ロメロはスペインの都市、ビルバオで行われるFun＆Serious Game Festivalで「Bizkaia」賞を受賞した。
2019年1月、ジョン・ロメロはhbomberguyのドンキーコング64配信に出演し、慈善についてGraham Linehanが行ったチャリティについてのコメントに応じて、トランスチャリティの「マーメイド」への寄付を募った。

## 私生活

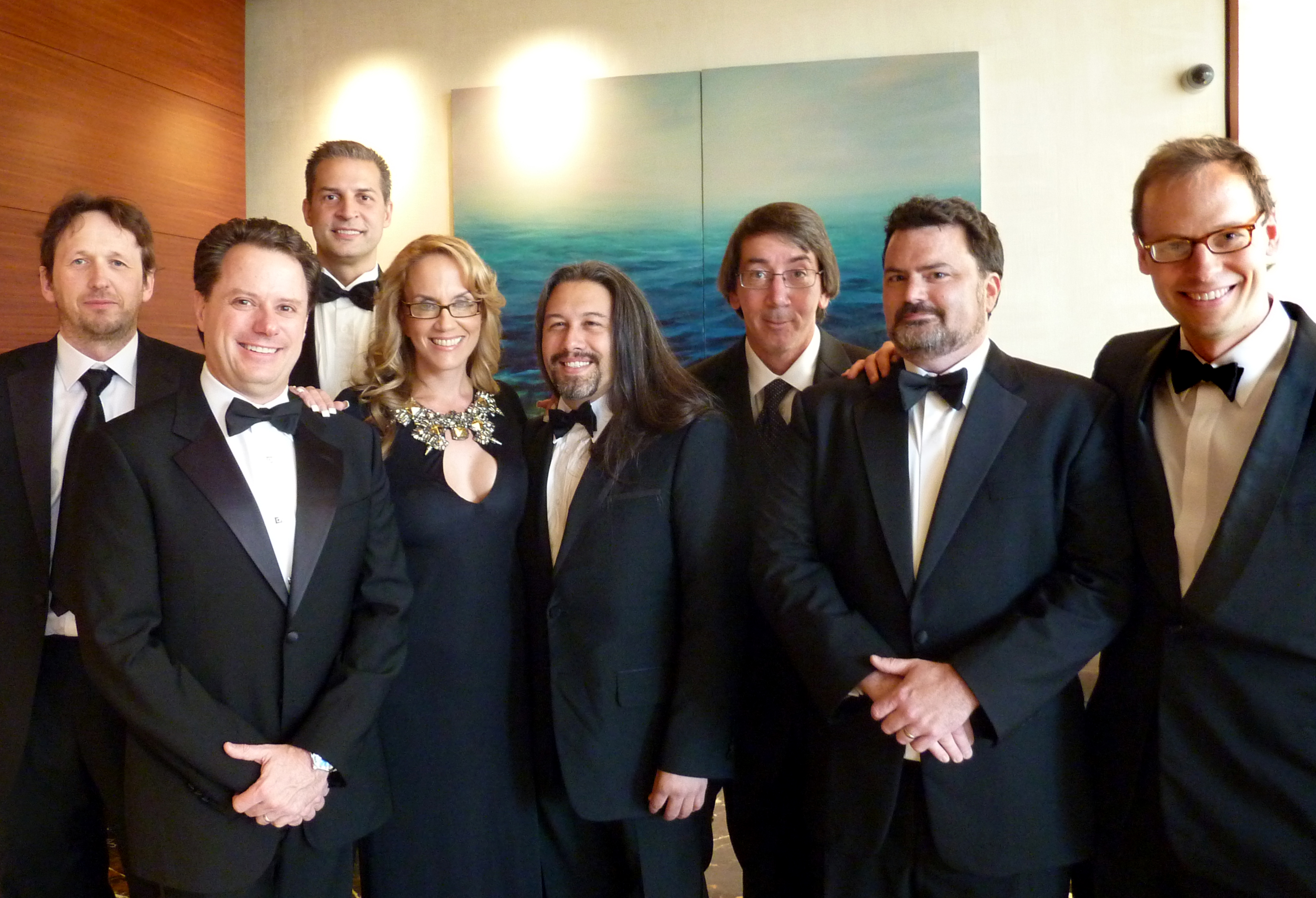
2011年7月にロサンゼルスで開催されたBAFTAイベントでのロメロと他のゲーム開発者。左からロッド・ハンブル、ルイス・キャッスル、デビッド・ペリー、ブレンダ・ロメロ、ジョン・ロメロ、ウィル・ライト、ティム・シェーファー、クリス・ヘッカー。

2004年1月、ロメロはルーマニアのブカレスト出身のラルーカ・アレクサンドラ・プレシュカと結婚したが、彼らは2011年に離婚した。ロメロとゲーム開発者のブレンダ・ブラスウェイトは、2012年3月24日に婚約し、2012年10月27日に結婚した。彼らは一緒に『Ravenwood Fair』に携わり、ロメロがリードデザイナー、ブラスウェイトがクリエイティブディレクターおよびゲームデザイナーを務めた。また、2010年11月にソーシャルゲーム開発会社Loot Dropを設立し、『Cloudforest Expedition』と『Ghost Recon Commander』に共同で取り組んだ。ロメロには、1988年に生まれたマイケル、1989年に生まれたスティーブン、1998年に生まれたリリア・アントワネットという過去二回の結婚の際に生まれた3人の子供がいる。
ロメロの長髪はファンの間で賞賛と嘲笑の的になっている。ジョンは「Planet Quake」の「Dear Mynx」コラムにゲスト出演し、その中で女性ファンからヘアケアのヒントを求められた。ロメロは2002年に髪の毛を短くし、それを「Locks of Love」に寄付した。DoomworldやBeyondUnrealなどの議論掲示板では、当時の彼の新しい容姿を議論するスレッドが建てられていたが、2003年に彼は髪を元の長さに戻し始めた。
『大刀』の開発中にロメロはインタビューに応じ、当時好きだった5つのコンピュータゲーム（『Ultima V: Warriors of Destin'』『スーパーマリオブラザーズ3』『エイジ オブ エンパイア』『Duke Nukem 3D』『クロノ・トリガー』）を挙げた。

## 認知
| 日付   | 賞                                                         | 説明 |
| ------ | ---------------------------------------------------------- | --- |
| 2017年 | Bizkaia Award                                              | Awarded at the Fun & Serious Game Festival                                                                         |
| 2017年 | Development Legend                                         | Awarded at Develop:Brighton                                                                                        |
| 2016年 | Cacoward                                                   | Awarded at Doomworld.com for the new DOOM 1 level E1M8b                                                            |
| 2012年 | Tech Hall of Fame                                          | Included in list of technology creators.                                                                           |
| 2012年 | Apple II Forever Award                                     | Awarded at KansasFest to members of the Apple II community who had made significant contributions to the Apple II. |
| 2011年 | Most Influential Person in Facebook and Social Games       | #1 in Games.com's 2011 list.                                                                                       |
| 1999年 | MIT Technology Review TR100                                | Innovators Under 35.                                                                                               |
| 1998年 | Time Magazine's Cyber Elite 50                             | #36, The top 50 tech elite of the year.                                                                            |
| 1998年 | Top 20 Texan of the Year                                   | Texas Monthly's yearly list of the Top 20 Texans                                                                   |
| 1997年 | Time Magazine's Cyber Elite 50                             | #40, The top 50 tech elite of the year.                                                                            |
| 1996年 | The most influential people in computer gaming of all time | #7, GameSpot's "The most influential people in computer gaming of all time" list.                                  |

## ゲーム
| タイトル                                        | 発売年 | パブリッシャー                      |
| ----------------------------------------------- | ------ | ----------------------------------- |
| Dodge 'Em                                       | 1982   | Capitol Ideas Software              |
| Scout Search                                    | 1984   | inCider Magazine                    |
| Cavern Crusader                                 | 1984   | A+ Magazine                         |
| Bongo's Bash                                    | 1985   | A+ Magazine                         |
| Zippy Zombi                                     | 1987   | Uptime Disk Monthly                 |
| Wacky Wizard                                    | 1987   | Uptime Disk Monthly                 |
| Subnodule                                       | 1987   | Keypunch Software, Inc.             |
| Pyramids of Egypt                               | 1987   | Uptime Disk Monthly                 |
| Neptune's Nasties                               | 1987   | Uptime Disk Monthly                 |
| Major Mayhem                                    | 1987   | Nibble Magazine                     |
| Lethal Labyrinth                                | 1987   | Uptime Disk Monthly                 |
| Krazy Kobra                                     | 1987   | Uptime Disk Monthly                 |
| Jumpster                                        | 1987   | Uptime Disk Monthly                 |
| Evil Eye                                        | 1987   | Uptime Disk Monthly                 |
| James Clavell's Shōgun                          | 1988   | Infocom                             |
| Dangerous Dave in the Deserted Pirate's Hideout | 1988   | Uptime Disk Monthly                 |
| City Centurian                                  | 1988   | Nibble Magazine                     |
| Zork Zero: The Revenge of Megaboz               | 1989   | Infocom                             |
| Zappa Roidz                                     | 1989   | Softdisk Publishing                 |
| Twilight Treasures                              | 1989   | Softdisk Publishing                 |
| Space Rogue                                     | 1989   | Origin Systems                      |
| Might and Magic II: Gates to Another World      | 1989   | New World Computing                 |
| Magic Boxes                                     | 1989   | Softdisk Publishing                 |
| Journey: The Quest Begins                       | 1989   | Infocom                             |
| How to Weigh an Elephant                        | 1989   | Softdisk Publishing                 |
| Big Blue Disk #32                               | 1989   | Softdisk Publishing                 |
| Big Blue Disk #35                               | 1989   | Softdisk Publishing                 |
| The Catacomb Abyss                              | 1989   | Softdisk                            |
| Arthur: The Quest for Excalibur                 | 1989   | Infocom                             |
| Sub Stalker                                     | 1990   | Softdisk Publishing                 |
| Pixel Puzzler                                   | 1990   | Softdisk Publishing                 |
| Dinosorcerer                                    | 1990   | Softdisk Publishing                 |
| Dark Designs II: Closing the Gate               | 1990   | Softdisk Publishing                 |
| Commander Keen 1: Marooned on Mars              | 1990   | Apogee Software                     |
| Commander Keen 2: The Earth Explodes            | 1990   | Apogee Software                     |
| Commander Keen 3: Keen Must Die!                | 1990   | Apogee Software                     |
| Catacomb                                        | 1990   | Softdisk Publishing                 |
| Big Blue Disk #40                               | 1990   | Softdisk Publishing                 |
| Big Blue Disk #41                               | 1990   | Softdisk Publishing                 |
| Big Blue Disk #44                               | 1990   | Softdisk Publishing                 |
| Alfredo's Stupendous Surprise                   | 1990   | Softdisk                            |
| Xenopods                                        | 1991   | Softdisk Publishing                 |
| Slordax: The Unknown Enemy                      | 1991   | Softdisk                            |
| Rescue Rover                                    | 1991   | Softdisk                            |
| Rescue Rover 2                                  | 1991   | Expert Software, Froggman, Softdisk |
| Shadow Knights                                  | 1991   | Softdisk Publishing                 |
| Paragon                                         | 1991   | Softdisk                            |
| Paganitzu                                       | 1991   | Apogee Software                     |
| Hovertank 3D                                    | 1991   | Softdisk                            |
| Dangerous Dave in the Haunted Mansion           | 1991   | Softdisk                            |
| Commander Keen: Keen Dreams                     | 1991   | Softdisk                            |
| Commander Keen 4: Secret of the Oracle          | 1991   | Apogee Software                     |
| Commander Keen 5: The Armageddon Machine        | 1991   | Apogee Software                     |
| Commander Keen 6: Aliens Ate My Baby Sitter!    | 1991   | FormGen                             |
| The Catacomb (Catacomb II)                      | 1991   | Softdisk                            |
| Catacomb 3-D                                    | 1991   | Softdisk                            |
| Wolfenstein 3D                                  | 1992   | Apogee Software                     |
| Spear of Destiny                                | 1992   | FormGen                             |
| Cyberchess                                      | 1992   | Softdisk                            |
| Terror of the Catacombs                         | 1993   | Froggman                            |
| Street Ball                                     | 1993   | Froggman                            |
| Shadowcaster                                    | 1993   | Origin Systems                      |
| ScubaVenture: The Search for Pirate's Treasure  | 1993   | Softdisk                            |
| Dangerous Dave's Risky Rescue                   | 1993   | Softdisk                            |
| Curse of the Catacombs                          | 1993   | Froggman                            |
| Bio Menace                                      | 1993   | Apogee Software                     |
| Blake Stone: Aliens of Gold                     | 1993   | Apogee Software                     |
| Doom                                            | 1993   | id Software                         |
| Corridor 7: Alien Invasion                      | 1994   | Capstone Software                   |
| Super 3D Noah's Ark                             | 1994   | Wisdom Tree                         |
| Doom II: Hell on Earth                          | 1994   | GT Interactive                      |
| Blake Stone: Planet Strike                      | 1994   | FormGen                             |
| Rise of the Triad: Dark War                     | 1994   | FormGen                             |
| Heretic                                         | 1994   | id Software                         |
| The Ultimate Doom                               | 1995   | GT Interactive                      |
| Hexen: Beyond Heretic                           | 1995   | id Software                         |
| Heretic: Shadow of the Serpent Riders           | 1996   | id Software                         |
| Strife                                          | 1996   | Velocity Inc.                       |
| Final Doom                                      | 1996   | id Software; Atari, Inc.            |
| Quake                                           | 1996   | id Software                         |
| Chex Quest                                      | 1996   | Digital Café                        |
| Doom 64                                         | 1997   | Midway Games                        |
| Dominion: Storm Over Gift 3                     | 1998   | Eidos Interactive                   |
| 大刀                                            | 2000   | Eidos Interactive                   |
| Red Faction                                     | 2001   | THQ Wireless                        |
| Anachronox                                      | 2001   | Eidos Interactive                   |
| Hyperspace Delivery Boy!                        | 2002   | Monkeystone Games                   |
| Jewels and Jim                                  | 2003   | THQ Wireless                        |
| Dig It!                                         | 2003   | THQ Wireless                        |
| Congo Cube                                      | 2003   | THQ Wireless, RealArcade            |
| Cartoon Network: Block Party                    | 2004   | マジェスコ・エンターテインメント    |
| Gauntlet: Seven Sorrows                         | 2005   | ミッドウェイゲームズ                |
| Area 51                                         | 2005   | Midway Austin                       |
| Ravenwood Fair                                  | 2010   | Lolapps                             |
| Marvel Super Hero Squad Online                  | 2011   | Gazillion Entertainment Inc.        |
| Tom Clancy's Ghost Recon: Commander             | 2012   | Ubisoft, Inc.                       |
| Pettington Park                                 | 2012   | Zynga Game Network, Inc.            |
| Dodger Down                                     | 2013   | Howljerk Games                      |
| Play Gig-it                                     | 2013   | Gig-it Corp                         |
| Techno Dash                                     | 2014   | Hammerwing Studios, Inc.            |
| Dangerous Dave in the Deserted Pirate's Hideout | 2015   | John Romero                         |
| Grom Skate                                      | 2015   | Grom Social Inc.                    |
| Warpcop III                                     | 2017   | indie published                     |
| July 4, 1976                                    | 2017   | Playbarf                            |
| Gunman Taco Truck                               | 2017   | Romero Games Ltd.                   |
| SIGIL                                           | 2019   | Romero Games Ltd.                   |
| Empire of Sin                                   | 2020   | Romero Games Ltd.                   |